# Philip Barker Webb
Philip Barker Webb (Surrey, 10 de julio de 1793 - París, 31 de agosto de 1854) fue un botánico inglés. Recolectó plantas en Italia, España, Brasil y Portugal, siendo además el primer europeo en recolectar en las montañas de Tetuán (Marruecos). Durante 20 años trabajó en colaboración con el marsellés Sabino Berthelot, quien se había establecido en las islas, en la elaboración del noveno volumen de Historia Natural de las Islas Canarias.

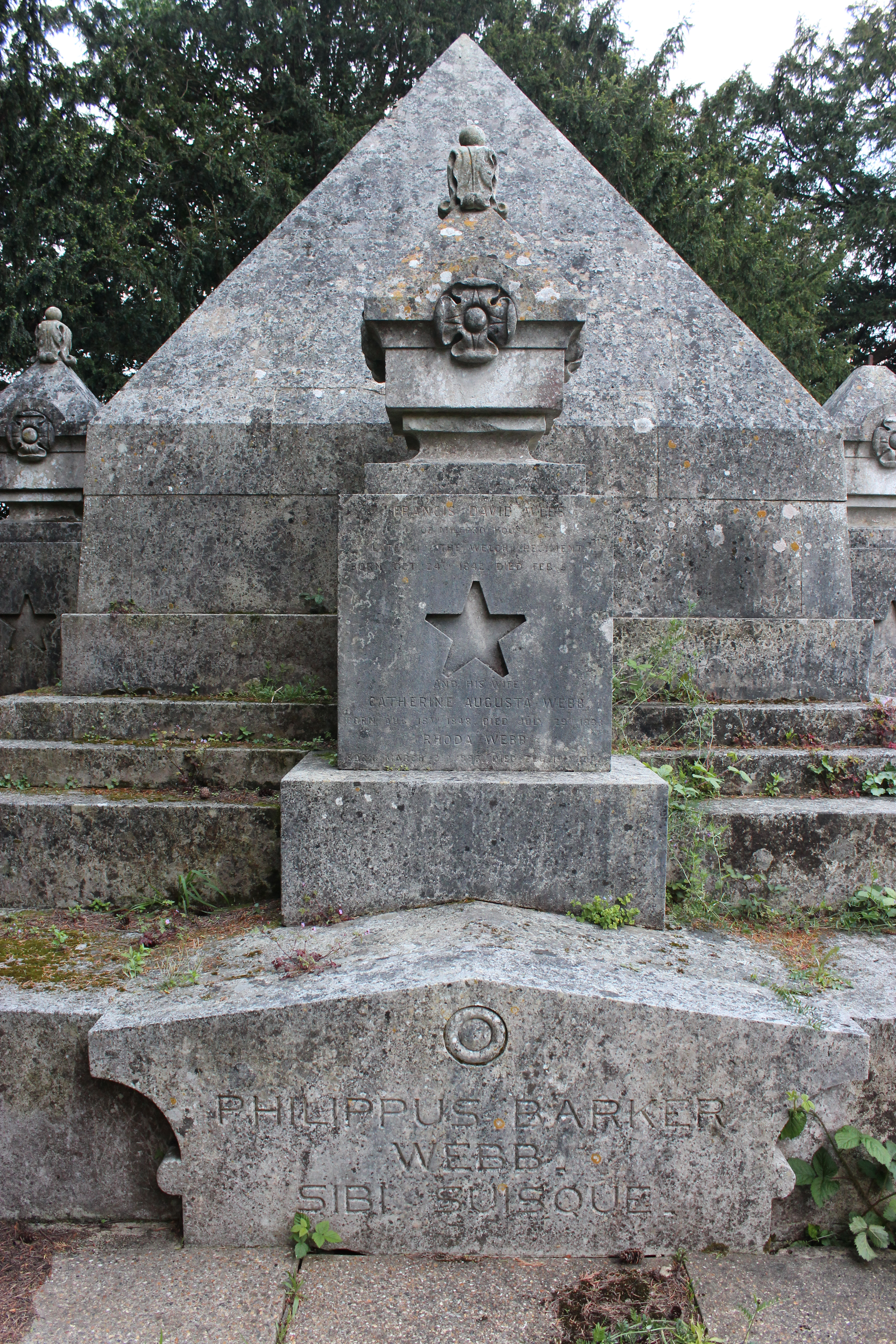
Mausoleo familiar en Milford, Surrey

## Biografía
Philip Barker Webb nació en Milford House en el seno de una saludable familia aristocrática. Estudió idiomas, botánica, geología en Harrow y en Oxford. En sus múltiples viajes vivió en España, Italia, Portugal, Brasil y Marruecos.
Sin embargo Webb es más conocido por su trabajo en las Islas Canarias: en uno de sus viajes a la expedición de Brasil, Webb planeó hacer una breve visita a las Islas Canarias, pero esta escala se alargaría finalmente por un tiempo considerable. Durante ese tiempo en las islas (entre 1828 y 1830), recolectó especímenes del lugar y colaboró con Sabino Berthelot en la elaboración de la obra enciclopédica Historia Natural de las Islas Canarias. El texto llevó 20 años para completarse y contó con la colaboración de otros especialistas, como Justin Pierre Marie Macquart, Alfred Moquin-Tandon y el botánico Carl Heinrich Bipontinus Schultz.
Después de su parada en Canarias regresó a Brasil.
El herbario de Webb fue llevado al museo de Historia Natural de Florencia, Italia.

## Obra
- Osservazioni intorno allo stato antico e presente dell'Agro trojano del Signor Filippo Barker Webb. Milán, 1821, traducido al francés en 1844 con el título de Topographie de la Troade ancienne et moderne, Gide, París

- L'Histoire Naturelle des Îles Canaries, 9 vols. París 1836–1844

- Iter hispaniense, or a Synopsis of plants collected in the Southern provinces of Spain and in Portugal, with geographical remarks, and observations on rare and undescribed species. Béthune, Paris & H. Coxhead, Londres, 1838

- Fragmenta floruia aethiopico-aegypticae. 1845

- Otia hispanica, seu Delectus plantarum rariorum aut nondum rite notarum per Hispanias sponte nascentium. V. Masson, Paris. 1839-1853

- La abreviatura «Webb» se emplea para indicar a Philip Barker Webb como autoridad en la descripción y clasificación científica de los vegetales.[2]